# Shobhaa De

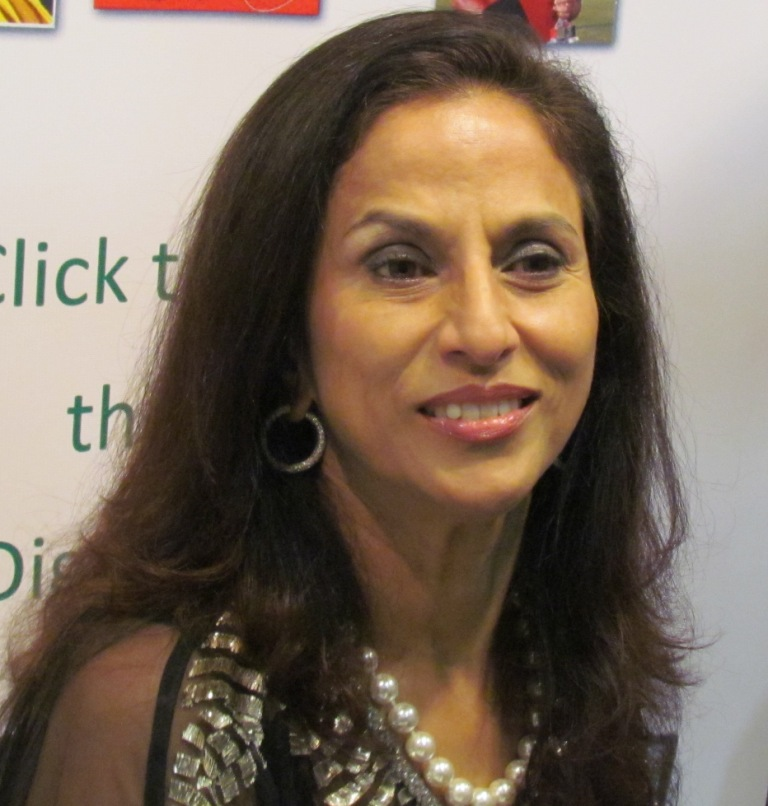
Shobhaa De

Shobhaa De, auch Shobhaa Dé (* 7. Januar 1948 als Anuradha Rajadhyaksha in Maharashtra) ist eine indische Autorin. Die in Mumbai lebende Autorin ist verheiratet und hat sechs Kinder. 
Sie studierte am St. Xavier’s College in Mumbai Psychologie und begann mit 17 gleichzeitig eine Karriere als Model. Im Jahre 1970 begann sie mit 22 als Journalistin zu arbeiten und gründete drei erfolgreiche Zeitschriften: die Filmzeitschrift Stardust, Society und Celebrity. 1988 begann sie mit dem Schreiben von Romanen und ist seither freie Autorin. 
Ihre 13 Bücher, darunter neun Romane, und ihre Ratgeber Surviving Men und Speedpost: Letters to My Children und ihre Autobiographie Selective Memory: Stories from My Life wurden in Indien allesamt Bestseller. Ihre Kolumnen in Bombay Times, The Sunday Times und the Week erreichen eine Leserschaft von 10 Millionen Lesern im Monat. Die Bombay Times Kolumne wird auch veröffentlicht in den Delhi-, Kolkata-, Bangalore- und Ahmedabad-Ausgaben der Times of India.